# Valle de Zaragoza (kommun)
Valle de Zaragoza är en kommun i Mexiko.   Den ligger i delstaten Chihuahua, i den nordvästra delen av landet, 1 100 km nordväst om huvudstaden Mexico City. Antalet invånare är 5 105. Arean är 2 954 kvadratkilometer.
Terrängen i Valle de Zaragoza är kuperad.
Följande samhällen finns i Valle de Zaragoza:
- Valle de Zaragoza
- Emiliano Zapata
- Monte Redondo
- El Toro
- San Juan Bautista